# Meriquip
El meriquip (Merychippus insignis) és un protocavall extint de la família dels èquids, endèmic de Nord-amèrica durant el Miocè, entre fa 20,43 i 10,3 milions d'anys, vivint durant aproximadament 10,13 milions d'anys. Tenia tres dits a cada pota i és el primer èquid que se sap que pasturava. El seu nom significa 'cavall remugant', però les proves actuals no donen suport al concepte del meriquip com a animal remugant.